# هواپیمایی کوبا
هواپیمایی کوبا (به انگلیسی: Cubana de Aviación) یک شرکت هواپیمایی با کد یاتا CU است که در تاریخ ۸ اکتبر ۱۹۲۹ میلادی تأسیس شده و در تاریخ ۱۹۳۰ فعالیتش را آغاز کرده‌است. دفتر مرکزی هواپیمایی کوبا در هاوانا، کوبا واقع شده‌است و قطب این شرکت هواپیمایی در فرودگاه بین‌المللی خوزه مارتی قرار دارد و به ۲۰ مقصد، پرواز مستقیم انجام می‌دهد.